# Los Angeles Rams
Los Angeles Rams je profesionální klub amerického fotbalu, který sídlí v Los Angeles ve státě Kalifornie. V současné době je členem West Division (Západní divize) National Football Conference (NFC, Národní fotbalové konference) National Football League (NFL, Národní fotbalové ligy). Rams se stali v letech 1945 a 1951 šampiony NFL, a v roce 1999 získali svůj první Super Bowl. Podruhé Super Bowl vyhráli v roce 2022. Jsou také jediným týmem v NFL, který se stal mistrem ve třech různých městech (Cleveland, Los Angeles a St. Louis).
Rams vznikli v roce 1936 ve městě Cleveland ve státě Ohio. NFL považuje klub za přímého nástupce prvních Cleveland Rams, kteří hráli AFL v roce 1936. Ale přestože práva přešla na toho samého majitele, podle NFL se jedná o dva různé týmy, protože do nového týmu přešli pouze 4 hráči a žádný funkcionář. Klub se přestěhoval v roce 1945 do Los Angeles, aby uvolnil místo Cleveland Browns, kteří začali hrát v All-America Football Conference. V sezóně 1979 se Rams přesunuli na jih do blízkého okresu Orange County, kde stráví dalších patnáct sezón (1980-1994), ale název Los Angeles Rams si nechali. V roce 1995 následovalo stěhování do St. Louis a až do ročníku 2004 byli Rams úspěšní, jenže od té doby se v následujících jedenácti ročnících nedostali do play-off. Na setkání majitelů NFL v lednu 2016 byl počtem hlasů 30:2 schválen návrat Rams do Los Angeles.

## Hráči

### Vyřazená čísla
| Vyřazená čísla Los Angeles Rams |                 |                  |                 |
| Číslo                           | Jméno hráče     | Pozice           | V týmu v letech |
| 7                               | Bob Waterfield  | Quarterback      | 1945–1952       |
| 28                              | Marshall Faulk  | Running back     | 1999–2005       |
| 29                              | Eric Dickerson  | Running back     | 1983–1987       |
| 74                              | Merlin Olsen    | Defensive tackle | 1962–1976       |
| 75                              | Deacon Jones    | Defensive end    | 1961–1971       |
| 78                              | Jackie Slater   | Offensive tackle | 1976–1995       |
| 80                              | Isaac Bruce     | Wide receiver    | 1994–2007       |
| 85                              | Jack Youngblood | Defensive end    | 1971–1984       |

### Členové Síně slávy profesionálního fotbalu

#### Hráči
Kromě níže vyjmenovaných funkcionářů jsou s Rams spojeni ještě další tři osobnosti, ti ovšem byli zvoleni na základě výkonů v jiných klubech:
- Sid Gillman působil u Rams jako trenér pět sezón, největší úspěchy zažil na stejné pozici v San Diegu Chargers.
- Pete Rozelle sloužil jako ředitel komunikace a později generální manažer Rams, jeho nejznámější funkcí byl komisionář NFL, kterou vykonával 29 let.
- Tex Schramm rovněž působil v managementu Rams, ovšem největších úspěchů dosáhl během 29 let dlouhého působení u Dallas Cowboys.

| Členové Cleveland/St. Louis/Los Angeles Rams v Síni slávy profesionálního fotbalu |                   |                      |                                             |                          |
| Číslo                                                                             | Jméno hráče       | Uveden do Síně slávy | Pozice/Funkce                               | Působil v klubu v letech |
| –                                                                                 | George Allen      | 2002                 | Trenér                                      | 1966–1970                |
| 36                                                                                | Jerome Bettis     | 2015                 | Running back                                | 1993–1995                |
| 76                                                                                | Orlando Pace      | 2016                 | Offensive tackle                            | 1997–2008                |
| 91                                                                                | Kevin Greene      | 2016                 | Linebacker                                  | 1985–1992                |
| 76                                                                                | Bob Brown         | 2004                 | Offensive tackle                            | 1969–1970                |
| 29                                                                                | Eric Dickerson    | 1999                 | Running back                                | 1983–1987                |
| 28                                                                                | Marshall Faulk    | 2011                 | Running back                                | 1999–2006                |
| 55                                                                                | Tom Fears         | 1970                 | Defensive end                               | 1948–1956                |
| 40                                                                                | Elroy Hirsch      | 1968                 | Running back, Wide receiver                 | 1949–1957                |
| 75                                                                                | Deacon Jones      | 1980                 | Defensive end                               | 1961–1971                |
| 65                                                                                | Tom Mack          | 1999                 | Guard                                       | 1966–1978                |
| 74                                                                                | Merlin Olsen      | 1982                 | Defensive tackle                            | 1962–1976                |
| –                                                                                 | Dan Reeves        | 1967                 | Majitel                                     | 1941–1971                |
| 67, 48                                                                            | Les Richter       | 2011                 | Linebacker, Kicker                          | 1954–1962                |
| 78                                                                                | Jackie Slater     | 2001                 | Offensive tackle                            | 1976–1995                |
| 11                                                                                | Norm Van Brocklin | 1971                 | Quarterback, Punter                         | 1949–1957                |
| 10, 13                                                                            | Kurt Warner       | 2017                 | Quarterback                                 | 1998–2003                |
| 7                                                                                 | Bob Waterfield    | 1965                 | Quarterback, Defensive back, Kicker, Punter | 1945–1952                |
| 85                                                                                | Jack Youngblood   | 2001                 | Defensive end                               | 1971–1984                |

### Draft
Hráči draftovaní v prvním kole za posledních deset sezón:
| Rok  | Pořadí | Jméno hráče                | Pozice                            | Univerzita                                     |
| 2010 | 1      | Sam Bradford               | Quarterback                       | University of Oklahoma                         |
| 2011 | 14     | Robert Quinn               | Defensive end                     | University of North Carolina                   |
| 2012 | 14     | Michael Brockers           | Defensive tackle                  | Louisiana State University                     |
| 2013 | 8 30   | Tavon Austin Alec Ogletree | Wide receiver Outside linebacker  | West Virginia University University of Georgia |
| 2014 | 2 13   | Greg Robinson Aaron Donald | Offensive tackle Defensive tackle | Auburn University University of Pittsburgh     |
| 2015 | 10     | Todd Gurley                | Running back                      | University of Georgia                          |
| 2016 | 1      | Jared Goff                 | Quarterback                       | University of California                       |
| 2017 |        | nikdo                      |                                   |                                                |
| 2018 |        | nikdo                      |                                   |                                                |
| 2019 |        | nikdo                      |                                   |                                                |